# Wedeco
Die Wedeco AG war ein deutsches Unternehmen zur Herstellung von Wasseraufbereitungsanlagen mit Sitz in Herford. Es beschäftigte 800 Mitarbeiter in 17 Ländern. Mittlerweile wird Wedeco als Marke durch Xylem genutzt.

## Geschichte
Wedeco wurde 1976 durch Werner Klink und Horst Wedekamp gegründet. Das Unternehmen wurde im Oktober 1999 an der Frankfurter Börse gelistet. Es notierte seit März 2000 im SDAX und stieg kurze Zeit später (September 2000) in den MDAX auf. Mit Verkleinerung des MDAX im März 2003 schied das Unternehmen aus dem MDAX aus und wechselte stattdessen in den TecDAX. Für 200 Millionen Euro übernahm der amerikanische Mischkonzern ITT 2004 100 % aller Anteile an Wedeco. Wedeco ging in ITT auf und wird seitdem als Marke genutzt. Im Rahmen einer Aufspaltung gelang diese Marke 2011 an Xylem.
Wedeco hatte Niederlassungen in 17 Ländern, darunter die Niederlande, Ungarn, Spanien, Frankreich und die Schweiz.
Vorstandsvorsitzender des Unternehmens war lange Zeit Gründer Werner Klink, kurz vor der Übernahme wurde er 2004 durch seinen Stellvertreter Christoph Dicks abgelöst. Im Zuge der Übernahme wurde 2005 der zuvor bei ITT tätige Andre Dhawan Vorstandsvorsitzender.

## Produkte
Das Unternehmen stellte Anlagen zur Wasseraufbereitung mittels UV-Strahlung und Ozon-Oxidation her.